# Edmund Mikołajczyk
Edmund Mikołajczyk (ur. 7 marca 1935 w Sosnowcu) – lekarz chirurg, pilot akrobata, instruktor samolotowy i szybowcowy, trener i reprezentant Polski w samolotowej akrobacji. Autor książki dla pilotów samolotowych. Honorowy Członek Aeroklubu Gliwickiego, p.o. szefa wyszkolenia Aeroklubu Gliwickiego.

## Działalność lotnicza
Edmund Mikołajczyk w 1951 rozpoczął przygodę z lotnictwem od szybowców. W 1953 na zorganizowanym przez Aeroklub Katowicki, na lotnisku w Gliwicach kursie, uczestniczył w szkoleniu lotniczym na którym uzyskał III klasę pilota samolotowego. W 1955 od początku powstania Aeroklubu Gliwickiego, był jednym z pierwszych pilotów szybowcowych i samolotowych w którym uzyskał uprawnienia pilota instruktora samolotowego i szybowcowego I klasy i jako instruktor społeczny latał i prowadził szkolenie. 
W latach 1958–1960 – Gliwiczanie Zbigniew Rawicz, Stefan Studencki i Edmund Mikołajczyk utworzyli zespół akrobacyjny wykonując loty na pokazach lotniczych, na samolotach Junak-3 . W 1966 został zakwalifikowany do samolotowej kadry narodowej.
W latach 1964–1979 był Trenerem Okręgowym Ośrodka Akrobacji Samolotowej w Gliwicach – jednego z czterech powołanych przez Aeroklub PRL, a obejmującym swoją działalnością osiem okolicznych Aeroklubów, gdzie był jednym z twórców zespołu akrobacyjnego „Śląsk” złożony z pilotów Aeroklubu Gliwickiego: Edmunda Mikołajczyka, Bogusława Januszewskiego i Felicjana Kaweli z Aeroklubu Śląskiego na samolotach Zlin był ozdobą licznych pokazów lotniczych i zwycięzcą zawodów, który zdobył I miejsce w Mistrzostwach Zespołów Akrobacyjnych w 1966 i wielokrotnie II i III miejsce w latach późniejszych.
Był inicjatorem organizowanych przez Aeroklub Gliwicki corocznie w latach 1966–1979 Ogólnopolskich Zawodów w Akrobacji Samolotowej. Zwycięzcy tych zawodów kwalifikowali się do Kadry Narodowej w Akrobacji Samolotowej.
Był członkiem Zarządu Aeroklubu Gliwickiego od 1967 i w latach 1971–1979 Sekretarzem tegoż Zarządu. Mieszkając w Gliwicach pracował jako lekarz chirurg w Szpitalu Miejskim. Zakończył swoją działalność lotniczą w 1979 – wyjechał do pracy w swoim zawodzie lekarskim do Przemyśla .  Następnie na dziewięć lat do Zjednoczonych Emiratów Arabskich i w 1989 powrócił do Przemyśla, a następnie do Gliwic. W 2006 po przeszkoleniu w Mielcu odzyskał utracone licencje.
Edmund Mikołajczyk jest Honorowym Członkiem Aeroklubu Gliwickiego , był Przewodniczącym Klubu Seniorów Lotnictwa przy Aeroklubie Gliwickim i p.o. szefa wyszkolenia Aeroklubu Gliwickiego (30.09.2016–30.09.2017). W okresie 29.09.2016–05.10.2016 p.o. dyrektora Aeroklubu Gliwickiego. 
Jest autorem książki „Pilotaż samolotu od podstaw” – podręcznik Edmunda Mikołajczyka, jest przeznaczony dla kandydatów na pilotów samolotowych, uczniów-pilotów oraz pilotów turystycznych i zawodowych, a także wszystkich, którzy chcieliby zapoznać się bliżej z tajnikami pilotażu.
Lekarz i pilot działającego w Nigerii zespołu aerogeofizycznego, ochotnik–lekarz w akcji „Pustynna Burza”.

## Osiągnięcia sportowe
- 1957 – 7–12 lipca III Samolotowe Mistrzostwa Polski Juniorów w Ostrowie Wielkopolskim: X miejsce – załoga Edmund Mikołajczyk i Bogusław Januszewski na samolocie CSS-13[10].
- 1957 – II Samolotowe Mistrzostwa Polski Juniorów w Toruniu: V miejsce – załoga w składzie Edmund Mikołajczyk i Bogusław Januszewski startując na samolocie CSS-13[3] .
- 1957 – 22–29 października III Samolotowe Mistrzostwa Polski w Krośnie: XII miejsce załoga – Stefan Studencki i Edmund Mikołajczyk[10].
- 1959 – 25–30 maja XI Lot Południowo-Zachodniej Polski w Krakowie: XI miejsce – załoga Edmund Mikołajczyk z Bogusławem Kieszkowskim startując na samolocie Junak-3[11].
- 1960 – 23–28 maja XII Lot Południowo-Zachodniej Polski im. Franciszka Żwirki Kraków: XII miejsce – załoga Edmund Mikołajczyk i Bogusław Kieszkowski[12].
- 1960 – 25 września–2 października VI(XIX) Samolotowe Mistrzostwa Polski Kraków: VII miejsce – Edmund Mikołajczyk i Jan Błaszczyk[12].
- 1961 – 15–20 maja XIII Lot Południowo-Zachodniej Polski im. „Franciszka Żwirki”: I miejsce – załoga Edmund Mikołajczyk i nawigator Henryk Sienkiewicz[13].
- 1961 – 23–25 czerwca II Mistrzostwa Polski w Akrobacji Samolotowej w Zielonej Górze: IV miejsce – Edmund Mikołajczyk[3]  na samolocie Zlin 26[b].
- 1962 – 31 maja–3 czerwca III Samolotowe Mistrzostwa Polski w Akrobacji Samolotowej we Wrocławiu: X miejsce – Edmund Mikołajczyk[14].
- 1962 – 7 czerwca XIV Lot Południowo-Zachodniej Polski w Krakowie: VII miejsce – załoga pilot Edmund Mikołajczyk i nawigator Jan Błaszczyk[14].
- 1962 – 31 sierpnia–9 września Samolotowe Mistrzostwa Polski w Gdańsku Wrzeszczu: V miejsce – załoga Edmund Mikołajczyk i Jan Błaszczyk[14].
- 1963 – 17–23 czerwca IV Mistrzostwa Polski w Akrobacji Samolotowej w Stalowej Woli: III miejsce – Edmund Mikołajczyk[15] na samolocie Zlin 26[16].
- 1963 – 2–8 września Międzynarodowe Zawody w Akrobacji Samolotowej w Magdeburgu (NRD): XIII miejsce – Edmund Mikołajczyk na samolocie Zlin 326[16], III miejsce – zespołowo polska drużyna: Edmund Mikołajczyk, Zbigniew Nowakowski (Aeroklub Mielecki) i Stanisław Studencki (Aeroklub Ziemi Lubuskiej)[3] .
- 1964 – 20–27 września V Mistrzostwa Polski w Akrobacji Samolotowej w Bielsku-Białej: II miejsce, srebrny medal i tytuł Wicemistrza Polski – Edmund Mikołajczyk na samolocie Z-26 S.K.Akrobat.[15].
- 1964 – XV Lot Południowo-Zachodniej Polski im. Franciszka Żwirki. V miejsce – załoga w składzie Edmund Mikołajczyk (pilot) i Jan Błaszczyk (nawigator)[17].
- 1965 – 19–26 września Międzynarodowe Zawody w Akrobacji Samolotowej Państw Socjalistycznych w Łodzi: VI miejsce – Edmund Mikołajczyk na samolocie Z-26 SK Akrobat[3] .
- 1965 – 2–5 września Ogólnopolski Konkurs Samolotowej Akrobacji Zespołowej we Włocławku: II miejsce – zespół mieszany w składzie Edmund Mikołajczyk, Ryszard Kasperek i Stanisław Kasperek oraz Stefan Studencki[3] .
- 1966 – 28 kwietnia Eliminacje do Mistrzostw Świata w Akrobacji Samolotowej: IV miejsce – Edmund Mikołajczyk[18].
- 1966 – 12–19 czerwca VI Mistrzostwa Polski w Akrobacji Samolotowej w Rzeszowie: I miejsce i tytuł Mistrza Polski – Edmund Mikołajczyk na samolocie Z-26 SK Akrobat[15].
- 1966 – 7–14 sierpnia IV Mistrzostwa Świata w Akrobacji Samolotowej w Moskwie: XXXVI miejsce – Edmund Mikołajczyk na samolocie Beskid I[c][3] .
- 1966 – 6–8 października IV Zawody Samolotowe (Mistrzostwa Polski) Akrobacji Zespołowej w Katowicach: I miejsce i tytuł Mistrza Polski – zespół akrobacyjny „Śląsk” w składzie: Edmund Mikołajczyk, Bogusław Januszewski i Felicjan Kawala (Aeroklub Śląski) na samolotach Jak-18[19].
- 1967 – 10–17 września XI Samolotowe Mistrzostwa Polski w Krakowie: IV miejsce – załoga w składzie Edmund Mikołajczyk i Jan Błaszczyk[3] .
- 1967 – 25 września–1 października VII Mistrzostwa Polski w Akrobacji Samolotowej w Gliwicach: II miejsce i tytuł Wicemistrza Polski – Edmund Mikołajczyk na samolocie Z-26 SK Akrobat[19].
- 1967 – Międzynarodowe Zawody w Akrobacji Samolotowej w Magdeburgu (NRD): VIII miejsce – Edmund Mikołajczyk na samolocie Beskid II[3] .
- 1968 – 6–8 września VI Ogólnopolskie Zawody w Akrobacji Zespołowej we Włocławku: III miejsce – zespół w składzie Edmund Mikołajczyk i Felicjan Kawala (Aeroklub Śląski)[3] .
- 1968 – V Mistrzostwa Świata w Akrobacji Samolotowej w Magdeburgu (NRD): XVII miejsce – Edmund Mikołajczyk na samolocie Zlín 326 „Trenér Master”[d][3] .
- 1968 – Mistrzostwa Polski Zespołowej Akrobacji Samolotowej: II miejsce – Zespół „Śląsk I” w składzie: Wacław Kozielski, Felicjan Kawala, Bogusław Januszewski i Edmund Mikołajczyk[19].
- 1969 – 19–27 września XII Samolotowe Mistrzostwa Polski w Ostrowiu Wielkopolskim: XI miejsce – załoga pilot Edmund Mikołajczyk z nawigatorem Gerardem Ciepłym[20].
- 1969 – 2–5 października VII Ogólnopolskie Zawody w Akrobacji Zespołowej w Kielcach: II miejsce – zespół „Śląsk I” w składzie: Wacław Kozielski, Bogusław Januszewski i Edmund Mikołajczyk[20], III miejsce – zespół „Śląsk II” w składzie Edmund Mikołajczyk, Felicjan Kawala (Aeroklub Śląski) i Bogusław Januszewski[3] .
- 1970 – 13–26 lipca VI Mistrzostwa Świata w Akrobacji Samolotowej w Hullavington (Wielka Brytania): XVI miejsce – Edmund Mikołajczyk na samolocie dwumiejscowym Zlín 526 F[e][19]. Klasyfikacja drużynowa: VI miejsce – Polska Ekipa[21].
- 1970 – 3–4 września VIII Ogólnopolskie Zawody Samolotowe w Akrobacji Zespołowej w Toruniu: III miejsce – zespół w składzie Edmund Mikołajczyk i Bogusław Januszewski na samolotach Jak-18[3] .
- 1971 – VIII Mistrzostwa Polski w Akrobacji Samolotowej w Bielsku-Białej: IV miejsce – Edmund Mikołajczyk[22].
- 1971 – Mistrzostwa Europy „Biancotto Trophy” w Carcassonne (Francja): X miejsce – Edmund Mikołajczyk na samolocie Zlín 526 F[f][19]
- 1972 – 3–10 września Ogólnopolskie Zawody w Akrobacji Samolotowej w Toruniu: II miejsce i tytuł Wicemistrza Polski – Edmund Mikołajczyk. Klasyfikacja międzynarodowa: VI miejsce – Edmund Mikołajczyk[19].
- 1973 – X Mistrzostwa Polski w Akrobacji Samolotowej we Włocławku: IV miejsce – Edmund Mikołajczyk[3] .
- 1974 – XII Rajd Samolotowy Dziennikarzy i Pilotów: VII miejsce – załoga w składzie Edmund Mikołajczyk (pilot) i Andrzej Otrębski dziennikarz z „Nowin Gliwickich”[g][3] .
- 1975 – 5–11 lipca, Mistrzostwa Polski w Akrobacji Samolotowej: I miejsce i tytuł Mistrza Polski – Edmund Mikołajczyk[19].
- 1976 – 5–12 lipca XIII Samolotowe Mistrzostwa Polski w Akrobacji w Radomiu: I miejsce i tytuł Mistrza Polski – Edmund Mikołajczyk na samolocie Zlín 526 AFS[3] .
- 1976 – 25 lipca–5 sierpnia VIII Mistrzostwa Świata w Akrobacji Samolotowej w Kijowie (ZSRR): XV miejsce – Edmund Mikołajczyk na samolocie Zlín Z-50[h][3] .
- 1979 – 3–9 września XIV Mistrzostwa Polski w Akrobacji Samolotowej w Gdańsku: II miejsce i tytuł Wicemistrza Polski – Edmund Mikołajczyk[23].

## Wyróżnienia
- 1966 – W Plebiscycie „Na Najlepszego Sportowca Ziemi Gliwickiej” zajął II miejsce.
- 1967 – Otrzymał „Odznakę Zasłużonego Działacza Lotnictwa Sportowego”, został wyróżniony przez Władze Gliwic, „Odznaką Zasłużonego Działacza dla Rozwoju Sportu Gliwickiego”, a w Plebiscycie „Na Najlepszego Sportowca Ziemi Gliwickiej” zajął I miejsce.
- 1968 – Otrzymał Tytuł Mistrza Sportu w sporcie samolotowym[19].
- 1968 – W plebiscycie zorganizowanym przez tygodnik Nowiny Gliwickie został uznany najlepszym sportowcem Ziemi Gliwickiej roku 1967[24].
- 1971 – 22 sierpnia otrzymał odznakę Zasłużony Działacz Lotnictwa Sportowego[22].
- 1972 – 29 kwietnia otrzymał Dyplom „Przodującego Instruktora Szkolenia Lotniczego”, nadany przez Zarząd Główny Aeroklubu PRL w Warszawie[25].
- 2015 – 28 sierpnia na Polu Mokotowskim, przed Pomnikiem Ku Czci Lotników Polskich Poległych w latach 1939–1945, odbyły się uroczystości z okazji Święta Lotnictwa. Podczas nich zostały wręczone „Błękitne Skrzydła” m.in. dla Edmunda Mikołajczyka – za wybitny wkład w rozwój polskiej akrobacji samolotowej i zaangażowanie w szkolenie młodych kadr lotniczych[26].
- 2016 – 28 sierpnia władze Aeroklubu Gliwickiego uhonorowały specjalnym dyplomem jako seniora AGl[27].
- 2017 – 11 września Wyróżnienie Honorowe im. Dedala za rok 2017, za osiągnięcia i zasługi lotnicze[i].